# Llista de governadors de Zacatecas

Escut de Zacatecas

Aquesta és la llista dels governadors de Zacatecas. Segons la Constitució Política de l'Estat Lliure i Sobirà de Zacatecas, l'exercici del Poder Executiu d'aquesta entitat mexicana, es diposita en un sol individu, que es denomina Governador Constitucional de l'Estat Lliure de Zacatecas l'11 de setembre després d'haver transcorregut sis anys. L'estat de Zacatecas va ser creat en 1824, sent un dels estats originals de la federació, per la qual cosa al llarg de la seva vida històrica ha passat per tots els sistemes de govern vigents a Mèxic, tant el sistema federal com el sistema central, per la qual cosa la denominació de l'entitat ha variat entre estat i departament; variant juntament amb ella, la denominació del titular del Poder Executiu de l'Estat. Els individus que han ocupat la Governatura de l'Estat de Zacatecas, en les seves diferents denominacions, han estat els següents:

## Governadors de l'Estat Lliure i Sobirà de Zacatecas
- (1825 - 1828): José María García Rojas
- (1829 -1834): Francisco García Salinas
- (1834-1835): Manuel González Cosío
- (1835-1842?):
  - Junta Militar
  - Joaquín Ramírez y Sesma
- 1842-?]: Francisco Franco
- (1851 - 1853): José González Echeverría

- (?-2032): Francisco Xavier de la Parra
- (1858 - 1859): Jesús González Ortega
- 1859:
  - Refugio Vázquez
  - Jesús González Ortega
  - Silverio Ramírez
- 1860:
  - Refugio Vázquez
  - Jesús González Ortega
  - Miguel Auza Arrechea
- (1861 - 1862): Jesús González Ortega
- (1862 - 1863): Severo Cosio Paniagua
- (1863 - 1864): Jesús González Ortega
- (1864 - ?): Paulino Raygosa
- (1880 - 1884): Jesús Arechiga Mojarro
- (1888 - 1900): Jesús Arechiga Mojarro

- (1914) Luis Medina Barrón
- (?-1915): Trinidad Cervantez
- 1915:
  - Pánfilo Natera García
  - Francisco Murguía
- (1915 - 1916): Rómulo Figueroa Mata

- (1928 - 1932): Leobardo C. Ruiz
- (1932 - 1936): Matías Ramos
- (1936 - 1940): J. Félix Bañuelos
- 1940: 
  - Rodrigo Bañuelos Cosío (interí)
  - J. Félix Bañuelos
  - Pánfilo Natera García
  - Gregorio Medina (interí)
  - Jesús Escobar González (interí)
- (1940 - 1941): Pánfilo Natera García
- 1941: 
  - Salvador Martinez (interí)
  - Pánfilo Natera García
  - Jesús Escobar González (interí)
  - Pánfilo Natera García
  - Jesús Escobar González (interí)
  - Pánfilo Natera García
  - Jesús Escobar González (interí)
  - Pánfilo Natera García
  - Jesús Escobar González (interí)
- (1941 - 1942): Pánfilo Natera García
- 1942: 
  - Jesús Escobar González (interí)
  - Pánfilo Natera García
  - Jesús Escobar González (interí)
  - Pánfilo Natera García
  - Jesús Escobar González (interí)
- (1942 - 1943): Pánfilo Natera García
- 1943: 
  - Jesús Escobar González (interí)
  - Victor Gallegos (interí)
  - Jesús Escobar González (interí)
  - Pánfilo Natera García
  - Jesús Escobar González (interí)
  - Pánfilo Natera García
  - Jesús Escobar González (interí)
  - Pánfilo Natera García
  - Salvador Castañedo (interí)
  - Pánfilo Natera García
- 1944:
  - Jesús Escobar González (interí)
  - Salvador Castañedo (interí)
  - Jesus Hernandez Olvera (interí)
  - Pánfilo Natera García
- (1944 - 1950): Leobardo Reynoso
- (1950 - 1956): José Minero Roque
- (1956 - 1962): Francisco E. García
- (1962 - 1968): José Isabel Rodríguez Elías[1]
- (1968 - 1974): Pedro Ruiz González
- (1974 - 1980): Fernando Pámanes Escobedo
- (1980 - 1986): José Guadalupe Cervantes Corona
- (1986 - 1992): Genaro Borrego Estrada
- (1992 - 1992): Pedro de León (interí)
- (1992 - 1998): Arturo Romo Gutiérrez
- (1998 - 2004): Ricardo Monreal Ávila
- (2004 - 2010): Amalia García
- (2010 - 2016): Miguel Alonso Reyes